# Libro animato

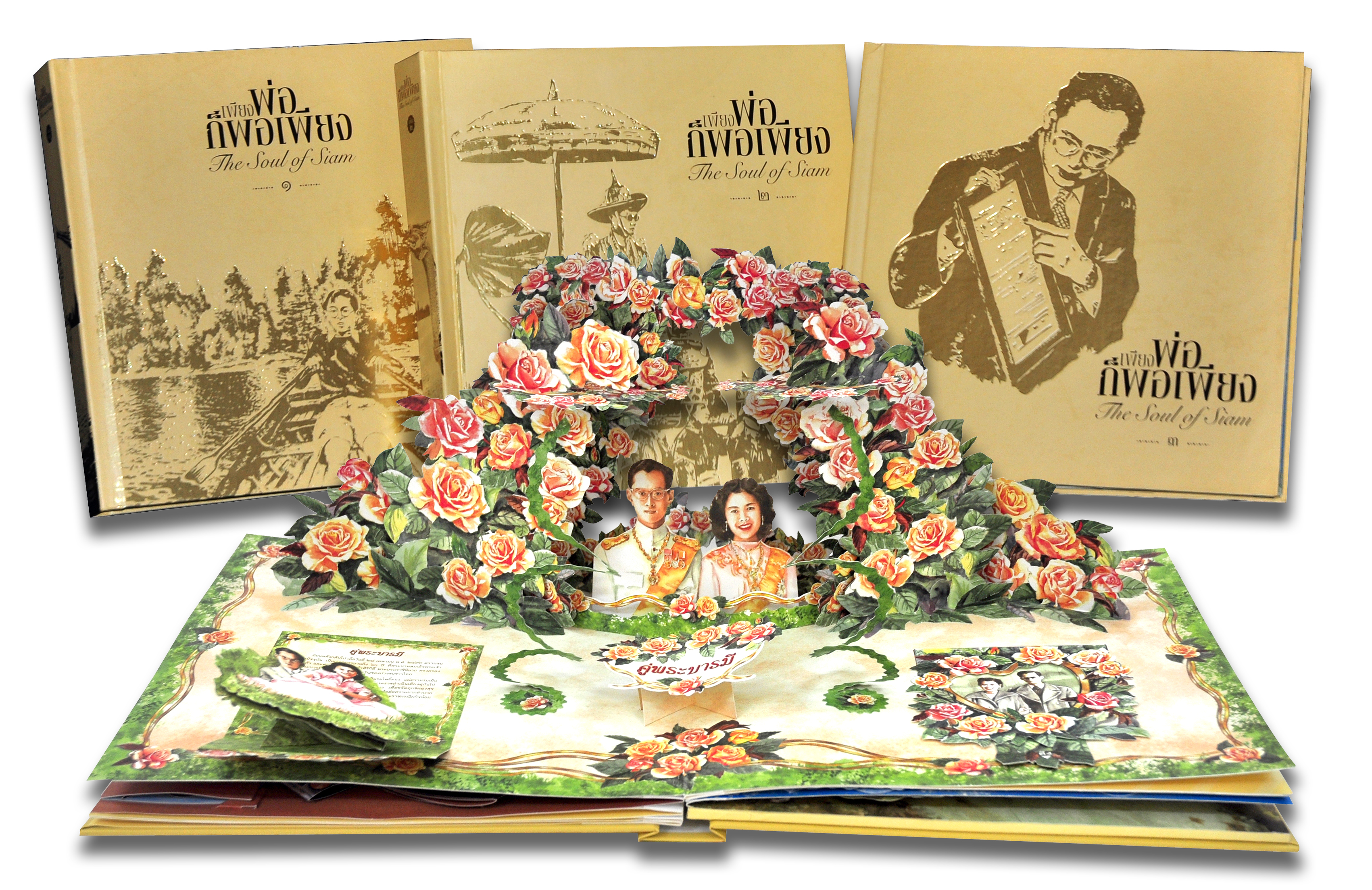
The Soul of Siam

Animazione dell'apertura di tutte le pagine di un libro di Cenerentola

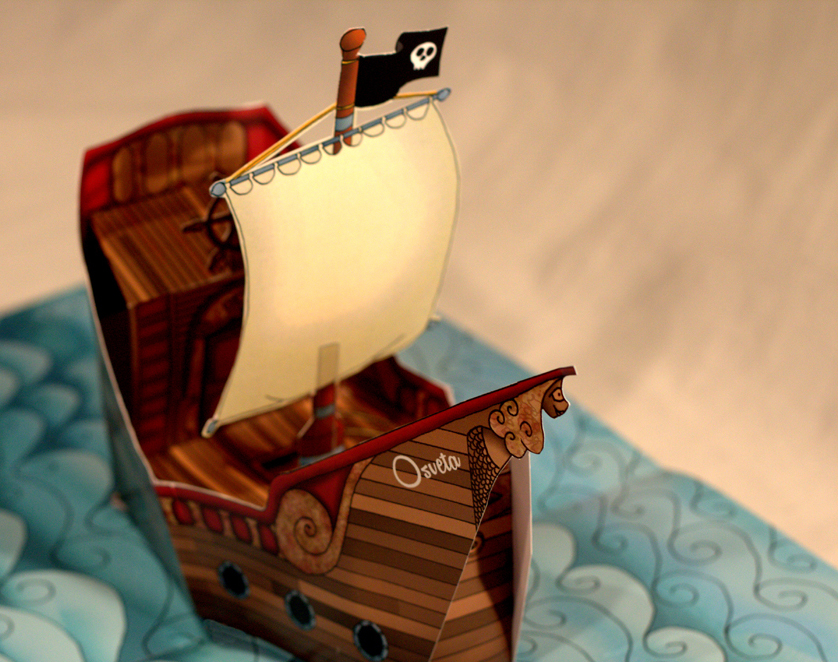
Particolare di un elemento tridimensionale

Un libro animato, libro tridimensionale o libro pop-up è un libro illustrato realizzato con particolari dispositivi paratestuali di piegatura delle pagine che danno l'illusione del movimento o della tridimensionalità, sollecitando l'interazione manuale del lettore, e che possono avere diverse finalità di fruizione (didattiche, mnemoniche, ludiche, divinatorie ecc.).
I libri animati nella loro forma di base sono spesso libri per bambini, ma in realtà esistono prodotti editoriali di pregio che illustrano i classici della letteratura mondiale e si rivolgono a un pubblico adulto.

## Tecniche
Nella sua forma più evoluta, una pagina di un libro a pop-up ricorda un origami, tecnica che abitualmente associamo alle forme di pupazzetti di carta tridimensionali non vincolati a un supporto: alcuni libri animati sono creati a partire da vari elementi cartacei illustrati incastrati sapientemente tra loro che "saltano fuori" aprendo il libro, sfruttando le tensioni che creano i punti di ancoraggio alle pagine.
Alcuni libri animati abbinano agli elementi pop-up anche elementi semovibili, che permettono al lettore una forma più elaborata di interattività: tirando alcune linguette predisposte gli elementi sulla pagina si muovono mostrando o celando le figure.

### Bilibro animato
Un bilibro animato è un particolare tipo di libro animato edito dalla Arnoldo Mondadori Editore nel 1977; l'editore pubblicò solo tre volumi di storie Disney: La grande giornata di Bambi, Paperino e il fantasma di Golden City e Topolino e il tesoro sommerso. Le pagine sono realizzate secondo la tecnica della piega a V (V-fold): ogni pagina apre una doppia figura tridimensionale. In un verso è disegnata una storia, nel retro la continuazione della precedente, leggibile nel verso opposto ruotando il libro di 180°.
Una copia di Paperino e il fantasma di Golden City è conservata presso la collezione dei libri rari Cooper-Hewitt Rare Books della Smithsonian Libraries.

## Autori
Tra gli autori che si sono cimentati con successo in questa tecnica ricordiamo Robert Sabuda, Lothar Meggendorfer, Ernest Nister, S. Louise Giraud, Vojtĕch Kubăsta e Matthew Reinhart.